# Coleophora bothnicella
Coleophora bothnicella é uma espécie de mariposa do gênero Coleophora pertencente à família Coleophoridae.